# Disciseda collabescens
Disciseda collabescens är en svampart som beskrevs av Czern. 1845. Disciseda collabescens ingår i släktet Disciseda och familjen Agaricaceae.   Inga underarter finns listade i Catalogue of Life.